# Klaus Naumann
Klaus Dieter Naumann (* 25. květen 1939, Mnichov) je německý generál ve výslužbě, nositel Řádu britského impéria. V letech 1991–1996 byl Inspektor generálem Bundeswehru a v letech 1996–1999 předsedou vojenské komise NATO, kde byl nástupcem britského generála Richarda Fredericka Vincenta, barona Vincenta z Coleshillu. Při Mezinárodním trestním tribunálu pro bývalou Jugoslávii svědčil proti Slobodanu Miloševićovi. Navštěvoval Royal College of Defence Studies v Londýně.